# Nicolai Sklifosovski

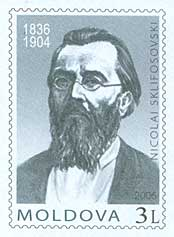
Portretul lui Nicolai Sklifosovski pe un timbru din Republica Moldova.

Nicolai Sklifosovski (în rusă Николай Васильевич Склифосовский; (n. 6 aprilie 1836, Dubăsari - d. 13 decembrie 1904, Iakovțî, Gubernia Poltava) a fost un medic chirurg rus, originar din Transnistria.

## Biografie
După ce a absolvit în 1854, cu mențiune, Gimnaziul Nr. 2. din Odesa, a urmat studii la Facultatea de Medicină a Universității din Moscova, pe care le-a absolvit în 1859.
A lucrat apoi la spitalul orășenesc din Odesa, la secția de chirurgie. 
În 1863 a susținut, la Harkov, teza de doctorat O krovânoj okolomatočnoj opuholi. S-a perfecționat timp de doi ani, mai întâi în Germania, apoi în Franța și în Anglia. În 1866, în timpul Războiului Austro-Prusac, a fost medic militar pe câmpul de luptă, pentru armata Prusiei.
După război, s-a întors la Odesa, unde a fost numit șeful secției de chirurgie a spitalului orășenesc.
În 1870 a plecat la Kiev, unde fusese ales profesor extraordinar la Catedra de chirurgie a Universității din Kiev și numit șeful spitalului chirurgical. Totuși, în același an a plecat din nou ca medic al armatei prusace, în Războiul franco-prusac.
Între 1871 și 1880 a fost numit profesor ordinar la catedra de patologie chirurgicală a Academiei Medico-chirurgicale din Petersburg și șef al secției de chirurgie a spitalului clinic militar. 
În 1871 a primit însărcinarea să țină un curs de chirurgie operativă medicilor-chirurgi de război.
În 1876, în timpul răscoalei slavilor împotriva jugului turcesc, a fost trimis în misiune în Muntenegru, unde a fost de chirurg-consultant pe lângă Direcția instituțiilor rusești ale Crucii Roșii. 
În timpul războiului ruso-turc din 1877–1878, a participat la punctele medicale de lângă Plevna și Șipka, în calitate de medic-chirurg de război și de administrator al activității militaro-sanitare.
Participarea sa la patru războaie l-a ajutat să acumuleze o practică bogată în domeniul chirurgiei de război și a organizării muncii militaro-sanitare, pe care a făcut-o publică în Voenno-medicinskij žurnal și în cotidianul Medicinskij vestnik.
În 1880 a fost ales șef de catedră la Universitatea din Moscova, Facultatea chirurgia clinică. În paralel a fost numit și consultant al secției de chirurgie la spitalul militar din Moscova, unde a lucrat timp de 14 ani. 
În această perioadă s-a specializat în chirurgia abdominală, elaborând o serie de metode operatorii complicate, care nu se mai efectuaseră până atunci, la tubul digestiv, la ficat, rinichi, vezica biliară și vezica urinară. A practicat și extirparea tumorii de la laringe și de la limbă și a operat tumori la creier etc. 
A propagat și a aplicat asepsia și antisepsia în chirurgie. A propus metoda osteosintezei în pseudoartroză, numită în popor lacătul rusesc sau lacătul lui Sklifosovski. 
Numele lui îl poartă și alte tipuri de operații, ca înlăturarea pietrelor din vezica urinară, înlocuirea defectelor congenitale la coloana vertebrală cu transplant liber; operații la hemoroizi și la rect. 
Din 1893 s-a mutat la Petersburg, unde a profesat ca de director al Institutului clinic de perfecționare a medicilor și ca șef al unei secții de chirurgie din această instituție.
În ultimii patru ani, din cauza sănătății precare, s-a retras la conacul său din Iakovțî, nu departe de Poltava, unde a tratat țărani bolnavi și a operat în spitalul gubernial.
În memoria sa, Institutul de asistență medicală de urgență din Moscova, fondat în 1923, în baza spitalului Șeremetiev, poartă numele său. 